# Тополани (Михалово)
Тополани (пољ. Topolany; IPA: пољски изговор:  ( слушај)) је село у Пољској у Подласком војводству (пољ. województwo podlaskie) у Бјалостоцком повјату (пољ. powiat białostocki) у општини Михалово (пољ. Michałowo).

## Географија
Село се налази у близини границе са Белорусијом. Тополани су удаљени око 7 километара на запад од Михалова и око 26 km југоисточно од Бјалистока. У близини села извире река Супрасл.
У селу се налази православна црква посвећена Преображењу Господњем настала на крајем 17. и почеком 18. века.